# دوقية بيرغ الكبرى
دوقية بيرغ الكبرى (بالألمانية: Großherzogtum Berg) أسسها نابليون بونابرت بعد انتصاره في معركة أوسترليتز 1805 من على الأراضي بين الإمبراطورية الفرنسية في نهر الراين ومملكة فستفالن.

## معرض صور

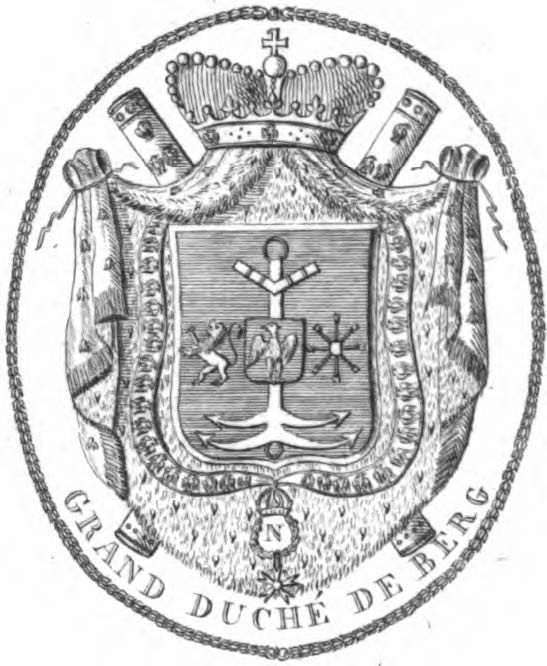